# Andilly (Alta Saboia)
Andilly é uma comuna francesa na região administrativa de Auvérnia-Ródano-Alpes, no departamento da Alta Saboia. Estende-se por uma área de 6.07 km². Em 2010 a comuna tinha 944 habitantes (densidade: 155,5 hab./km²).